# Dobrocice (gromada)
Dobrocice – dawna gromada, czyli najmniejsza jednostka podziału terytorialnego Polskiej Rzeczypospolitej Ludowej w latach 1954–1972.
Gromady, z gromadzkimi radami narodowymi (GRN) jako organami władzy najniższego stopnia na wsi, funkcjonowały od reformy reorganizującej administrację wiejską przeprowadzonej jesienią 1954 do momentu ich zniesienia z dniem 1 stycznia 1973, tym samym wypierając organizację gminną w latach 1954–1972.
Gromadę Dobrocice z siedzibą GRN w Dobrocicach utworzono – jako jedną z 8759 gromad na obszarze Polski – w powiecie sandomierskim w woj. kieleckim, na mocy uchwały nr 13j/54 WRN w Kielcach z dnia 29 września 1954. W skład jednostki weszły obszary dotychczasowych gromad Dobrocice, Pielaszów i Pęczyny ze zniesionej gminy Wilczyce oraz Międzygórz ze zniesionej gminy Lipnik w tymże powiecie. Dla gromady ustalono 11 członków gromadzkiej rady narodowej.
Gromadę zniesiono 31 grudnia 1959, a jej obszar włączono do gromad Wilczyce (wieś Pęczyny, kolonie Pęczyny i Pęczyny Sianokos oraz osadę młyńską Pęczyny) i Męczenice (wsie Dobrocice, Międzygórz i Pielaszów, kolonie Dobrocice, Dobrocice Karczma, Rogal A, Rogal B, Pielaszów i Jadwiga oraz parcelację Międzygórz).